# Ralston Crawford
Ralston Crawford (* 5. September 1906 in St. Catharines, Ontario, Kanada; † 27. April 1978 in Houston, Texas, USA) war ein kanadisch-amerikanischer Maler, Lithograf, Fotograf und Kunstpädagoge.

## Leben
Ralston Crawford wurde 1906 in St. Catharines, Ontario, Kanada, geboren und wuchs ab etwa 1910 in Buffalo, New York, auf. Bereits in jungen Jahren begleitete er seinen Vater, der als Kapitän auf den Großen Seen tätig war, und arbeitete selbst als Seemann. Dabei unternahm er Reisen in die Karibik, nach Zentralamerika und an die Westküste der USA. In den Jahren 1926/27 studierte Ralston Crawford am Otis Art Institute in Los Angeles und arbeitete kurzzeitig im Walt-Disney-Studio. Von 1927 bis 1930 absolvierte er ein Studium an der Pennsylvania Academy of the Fine Arts und der Barnes Foundation in Merion, Pennsylvania. In den Jahren 1932/33 weilte Ralston Crawford in Europa, studierte in Paris an der Académie Colarossi und der Académie Scandinave und reiste durch Spanien und Italien. 1933 setzte er seine Ausbildung an der Columbia University in New York fort. Seine erste Einzelausstellung fand 1934 im Maryland Institute of Art in Baltimore statt. In den folgenden Jahrzehnten lehrte Ralston Crawfordr unter anderem an der Art Academy of Cincinnati, der Buffalo Fine Arts Academy, der Brooklyn Museum School, der New School for Social Research und am Hofstra College. 1946 wurde er vom Magazin Fortune zu dem ersten öffentlichen Atomtest auf dem Bikini-Atoll eingeladen. Die dabei gewonnenen Eindrücke verarbeitete er später in Gemälden und Druckgrafiken. Ab etwa 1950 reiste Ralston Crawford regelmäßig nach New Orleans, fotografierte Jazzmusiker, Friedhöfe und die Industrie am Mississippi und nutzte seine Fotografien als Grundlage für Gemälde und Lithografien. 1971 erhielt er eine Krebsdiagnose. Ralston Crawford starb am 27. April 1978 im Alter von 71 Jahren in Houston, Texas, und wurde in New Orleans bestattet. Er hinterließ seine Frau Peggy und drei Kinder.

## Werk
Ralston Crawford wurde vor allem mit dem amerikanischen Präzisionismus in Verbindung gebracht. Dieser Stil zeichnet sich durch glatte Farbflächen, scharfe Konturen und industrielle Motive wie Werften, Brücken und Getreidesilos aus. In seinen frühen Werken sind klar definierte geometrische Strukturen zu sehen, die eine rationale, objektive Ästhetik widerspiegeln. In den 1940er Jahren begann er, seine Werke zunehmend zu abstrahieren. Sein persönlicher Stil entwickelte sich hin zur geometrischen Abstraktion: Formen wurden vereinfacht, Figuren und Objekte entfernt, um eine emotional-intellektuelle Wirkung durch „Auswahl, Eliminierung, Vereinfachung und Verzerrung“ zu erzielen.  Seine Serie über den Atomtest auf dem Bikini-Atoll aus dem Jahr 1946 zeigt diese Entwicklung: starke Farbkontraste, zerklüftete Linien und dennoch klar strukturierte Kompositionen.
Crawford nutzte die Fotografie nicht nur dokumentarisch, sondern auch als abstrahierende bildnerische Technik, insbesondere bei Serien über die Jazz-Szene und Friedhöfe in New Orleans.  Neben seiner Malerei arbeitete er als Lithograf und nutzte zunehmend serielle Drucktechniken sowie die Siebdrucktechnik. Dabei führte er grafische Experimente durch, die teilweise Elemente der Pop-Art vorwegnahmen.